# Twenty One Pilots (album)
Twenty One Pilots è il primo ed eponimo album in studio del gruppo musicale statunitense Twenty One Pilots, pubblicato il 29 dicembre 2009 indipendentemente.
L'album è stato certificato disco d'oro negli Stati Uniti d'America nel 2025.

## Stile musicale
La musica del primo album del gruppo è stata definita come un misto di musica hip hop ed elementi di musica elettronica, pop ed emo. Alternative Press lo definisce, nel 2020, come «un onesto album emo».

## Tracce
Testi e musiche di Tyler Joseph.
1. Implicit Demand for Proof – 4:52
2. Fall Away – 3:02
3. The Pantaloon – 3:34
4. Addict with a Pen – 4:47
5. Friend, Please – 4:13
6. March to the Sea – 5:32
7. Johnny Boy – 4:40
8. Oh, Ms. Believer – 3:37
9. Air Catcher – 4:14
10. Trapdoor – 4:38
11. A Car, a Torch, a Death – 4:34
12. Taxi Cab – 4:46
13. Before You Start Your Day – 3:53
14. Isle of Flightless Birds – 5:46

## Formazione
- Tyler Joseph – voce, steel guitar, pianoforte, tastiera, programmazione
- Nick Thomas – basso, tastiera, voce secondaria
- Chris Salih – batteria, percussioni

## Classifiche
| Classifica (2016-17)      | Posizione massima |
| ------------------------- | ----------------- |
| Regno Unito (independent) | 49                |
| Stati Uniti               | 139               |